# Паразитизам
У еволуционој биологији, паразитизам (грч. para = „поред“ и sitos = „храна“) је таква врста интерспецијског односа у коме једна врста (паразит) живи на рачун друге (домаћина).  Као последица специфичног начина живота код паразита се јавља низ адаптација које се огледају у томе да неки органи закржљају или нестану, док се на њихов рачун развијају други. Последице присуства паразита по домаћина могу варирати од малих промена у понашању, преко очитих патолошких промена у ткивима, до смрти у неким случајевима. Ентомолог Е. О. Вилсон окарактерисао је паразите као „предаторе који једу плен у јединицама мањим од један”. Паразити укључују протозое попут узрочника маларије, болести спавања и амебске дизентерије; животиње попут рударских глиста, ваши, комараца и вампирских шишмиша; гљивице као што су медне гљиве и узрочници дерматофитозе; и биљке попут имеле, вилине косице и воловотки. Постоји шест главних паразитских стратегија експлоатације животињских домаћина, а то су паразитска кастрација, директно преношена паразитизам (контактом), трофично преношени паразитизам (бити једен), паразитизам који се преноси векторима, паразитоидизам и микропредација.
Попут предације, паразитизам је тип интеракције потрошача и ресурса, али за разлику од предатора, паразити су, изузев паразитоида, типично много мањи од својих домаћина, не убијају их, и често живе у или на својим домаћинима током дугог периода. Паразити животиња су високо специјализовани и размножавају се брже од својих домаћина. Класични примери укључују интеракцију између кичмењачког домаћина и пантљичаре, метиља, врста рода Plasmodium које узрокују маларију и бува.

## Еволуционе стратегије

### Основни концепти
Паразитизам је нека врста симбиозе, блиске и перзистентне дуготрајне биолошке интеракције између паразита и његовог домаћина. За разлику од сапротрофа, паразити се хране живим домаћинима, иако неке паразитске гљиве, на пример, могу наставити да се хране домаћинима које су усмртили. За разлику од комензализма и мутуализма, паразитски однос штети домаћину, било да се храни њиме или, као у случају цревних паразита, конзумира део његове хране. Пошто паразити ступају у интеракцију са другим врстама, они могу лако да делују као вектори патогена, изазивајући болест. Предација по дефиницији није симбиоза, јер је интеракција кратка, али ентомолог Е. О. Вилсон је окарактерисао паразите као „предаторе који једу плен у јединицама мањим од један“.
У том оквиру су могуће многе стратегије. Таксономисти класификују паразите у различите шеме које се преклапају, на основу њихових интеракција са њиховим домаћинима и на основу њихових животних циклуса, који су понекад веома сложени. Обавезни паразит у потпуности зависи од домаћина да заврши свој животни циклус, док факултативни паразит не. Животни циклуси паразита који укључују само једног домаћина називају се „директним“; они са дефинитивним домаћином (где се паразит репродукује сексуално) и најмање једним посредним домаћином називају се „индиректним“. Ендопаразит живи у телу домаћина; ектопаразит живи споља, на површини домаћина. Мезопаразити — попут неких копепода, на пример — улазе у отвор у телу домаћина и тамо остају делимично уграђени. Неки паразити могу бити генералисти, хранећи се широким спектром домаћина, али многи паразити, и већина протозоа и хелминта који паразитирају на животињама, су специјалисти и изузетно су специфични за домаћина. Рана основна, функционална подела паразита разликовала је микропаразите и макропаразите. Сваком од њих је додељен математички модел како би се анализирала кретања становништва група домаћин-паразит. Микроорганизми и вируси који могу да се репродукују и заврше свој животни циклус унутар домаћина познати су као микропаразити. Макропаразити су вишећелијски организми који се размножавају и завршавају свој животни циклус ван домаћина или на телу домаћина.
Велики део размишљања о врстама паразитизма фокусиран је на копнене животињске паразите животиња, као што су хелминти. Они у другим окружењима и са другим домаћинима често имају аналогне стратегије. На пример, јегуља Simenchelys parasitica је вероватно факултативни ендопаразит (тј. полупаразит) који се опортунистички зарива и једе болесну и умирућу рибу. Инсекти који једу биљке као што су штитасте ваши, лисне уши и гусенице веома личе на ектопаразите, нападају много веће биљке; служе као вектори бактерија, гљивица и вируса који изазивају болести биљака. Пошто женке штитастих ваши не могу да се крећу, оне су обавезни паразити, трајно везани за своје домаћине.
Сензорни инпути које паразит користи да идентификује и приступи потенцијалном домаћину познати су као „знакови домаћина“. Такви знакови могу укључивати, на пример, вибрације, издахнути угљен-диоксид, мирисе коже, визуелне и топлотне потписе и влагу. Паразитске биљке могу да користе, на пример, светлост, физиохемију домаћина и испарљиве супстанце да препознају потенцијалне домаћине.

## Подела паразита
Према броју домаћина у којима паразитирају, паразите можемо делити на:
- моноксене (monoxenes) који паразитирају само у једној врсти домаћина (каква је нпр. човечија глиста);
- хетероксене (heteroxenes) који живе на рачун два или више домаћина при чему се разликују два типа домаћина:
  - стални (дефинитивни) у коме паразитирају одрасле јединке
  - прелазни у коме живе ларве;
- аутохетероксене који цео животни циклус (јаје, ларва, адулт) проводе у једном домаћину, као што то чини нпр. трихинела

Однос паразита према домаћину може бити:
1. услован (факултативан) паразитизам када могу да живе слободно или паразитски и организму домаћина не наносе никакву штету:
2. прави (облигатни) паразитизам када живе на рачун домаћина.

У погледу места у домаћину у коме паразитирају деле се на:
- Ектопаразити или спољашњи паразити су паразити који живе на кожи, длаци и перју својих домаћина. Према врсти домаћина у или на којем живе, паразити се деле на строго специфичне и не строго специфичне. Паразити из прве групе живе у веома ограниченом броју врста или само у једној врсти домаћина. Паразити из друге групе налазе услове за живот у већем броју врста домаћина.
- Ендопаразити или унутрашњи паразити су паразити који живе у унутрашњим органима и ткивима домаћина. Током процеса развоја у домаћину многе врсте паразита пролазе (мигрирају) кроз различите органе док не стигну до места свог сталног боравка (локализације). Међутим, неке врсте могу током своје миграције да буду ендопаразити, а затим ектопаразити. Неке врсте ендопаразита могу повремено или стално насељавати саме ћелије појединих ткива и називају се ендоглобуларни паразити.

Према времену проведеном у домаћину деле се на:
- перманентне који већи део или читав животни век проводе паразитирајући
- интермитентни (темпорарни) који у домаћину проводе само одређено време потребно да би задовољили своје потребе

## Адаптације на паразитски начин живота
Паразитизам је еволуциони процес током кога су развиле одређене особине као резултат прилагођавања на специфичне услове живота:
- редукција или одсуство органа битних код слободноживећих организама, као што су:
  - одсуство црева код пантљичара
  - одсуство очију код неких ваши, крпеља и метиља
- повећана функција органа важних за паразитски начин живота, интензивна овогенеза и сперматогенеза
- образовање органа за причвршћивање, као што су пијавке, кукице, пробосциси
- промене у животном циклусу, као што су велики број ларвених ступњева, тзв. полиембионија код метиља.

## Паразитске болести животиња
Када се код инфицираних животиња клинички испољава паразитизам нарушавањем здравственог стања те животиње, онда говоримо о паразитским болестима.
Аналогно заразним болестима, према броју животиња које су оболеле разликују се:
- ензоотије, када су у питању појединачни случајеви инфекције на ограниченом простору;
- епизоотије, захватају већи број животиња на подручју једне државе или шире;
- панзоотије, када су инфекцијом захваћене животиње једног континента или чак инфекција прелази и на суседни континент; јако ретко јављају